# Kerk van Loppersum
De Evangelische Kerk van Loppersum (Duits: Loppersumer Kirche) in de Oost-Friese plaats Loppersum werd in 1866 in neogotische stijl gebouwd.

## Geschiedenis
Het Oost-Friese Loppersum behoorde in de middeleeuwen tot de proosdij Hinte in het bisdom Münster. Tijdens de Reformatie ging de gemeente over tot de calvinistische leer. De oorspronkelijke baksteenkerk, een zaalkerk uit de 14e eeuw, zou aan de heilige Antonius zijn gewijd. In 1866 werd dit oude gebouw door de huidige kerk vervangen, nadat de muren steeds meer begonnen te verzakken.
Het huidige kerkgebouw is een neogotisch ontwerp van de architect Visser. Het kerkschip wordt gekarakteriseerd door steunberen en grote spitsboogvensters. De muren onder de dakrand werden met een fries versierd. De oostelijke apsis heeft een polygonale vorm en twee spitsboogvensters. Het westelijke deel bezit een kleine voorbouw, dat als windportaal dient.
Naast de kerk staat een vrijstaande klokkentoren uit de 14e eeuw met grote rondbogige galmgaten. In de klokkentoren bevinden zich drie klokken die de jaartallen 1411, 1743 en 1965 dragen, maar later deels werden omgegoten. De uurklok met de naam Maria in de dakruiter dateert uit het jaar 1454.

## Interieur

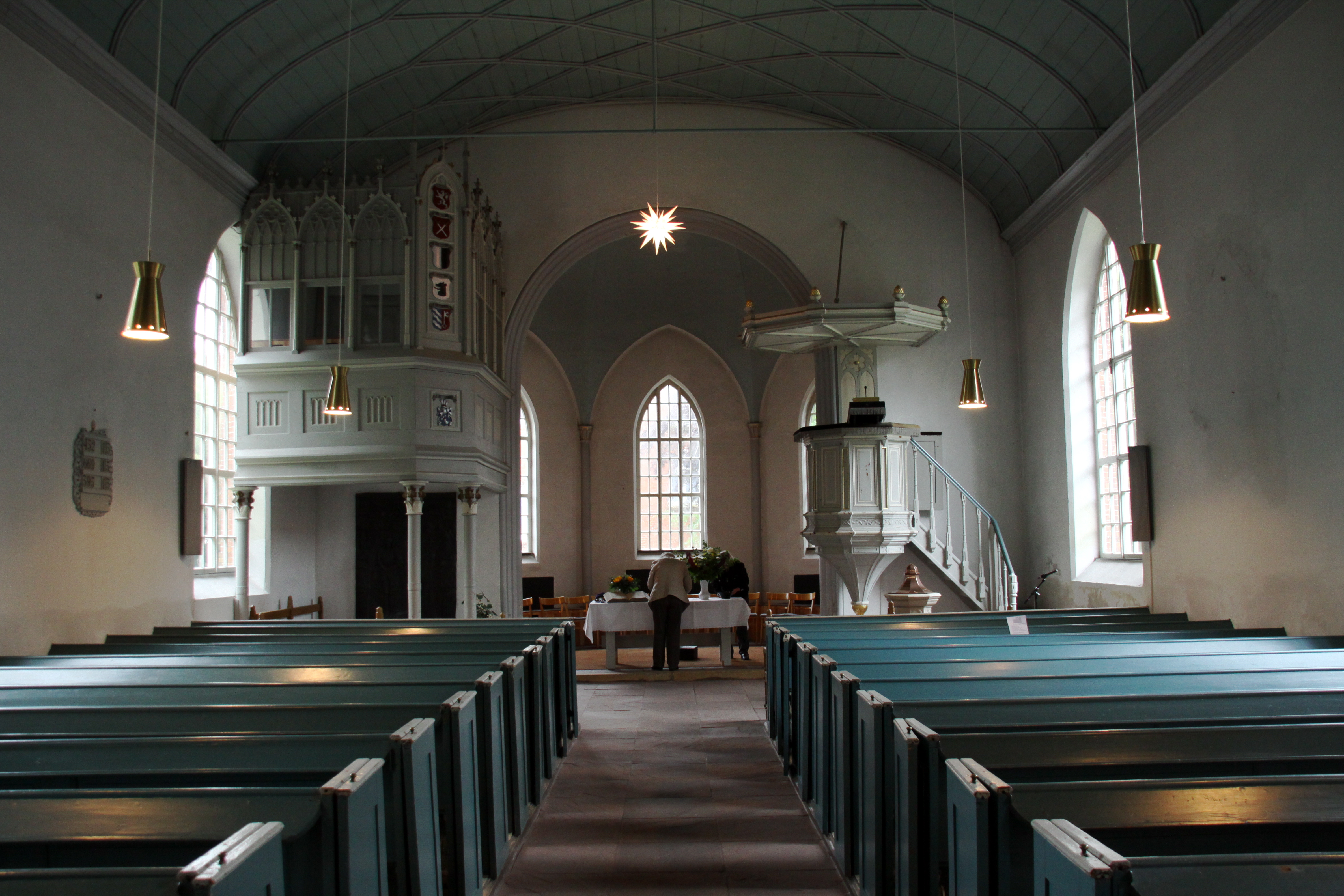
Overzicht van het interieur in 2011

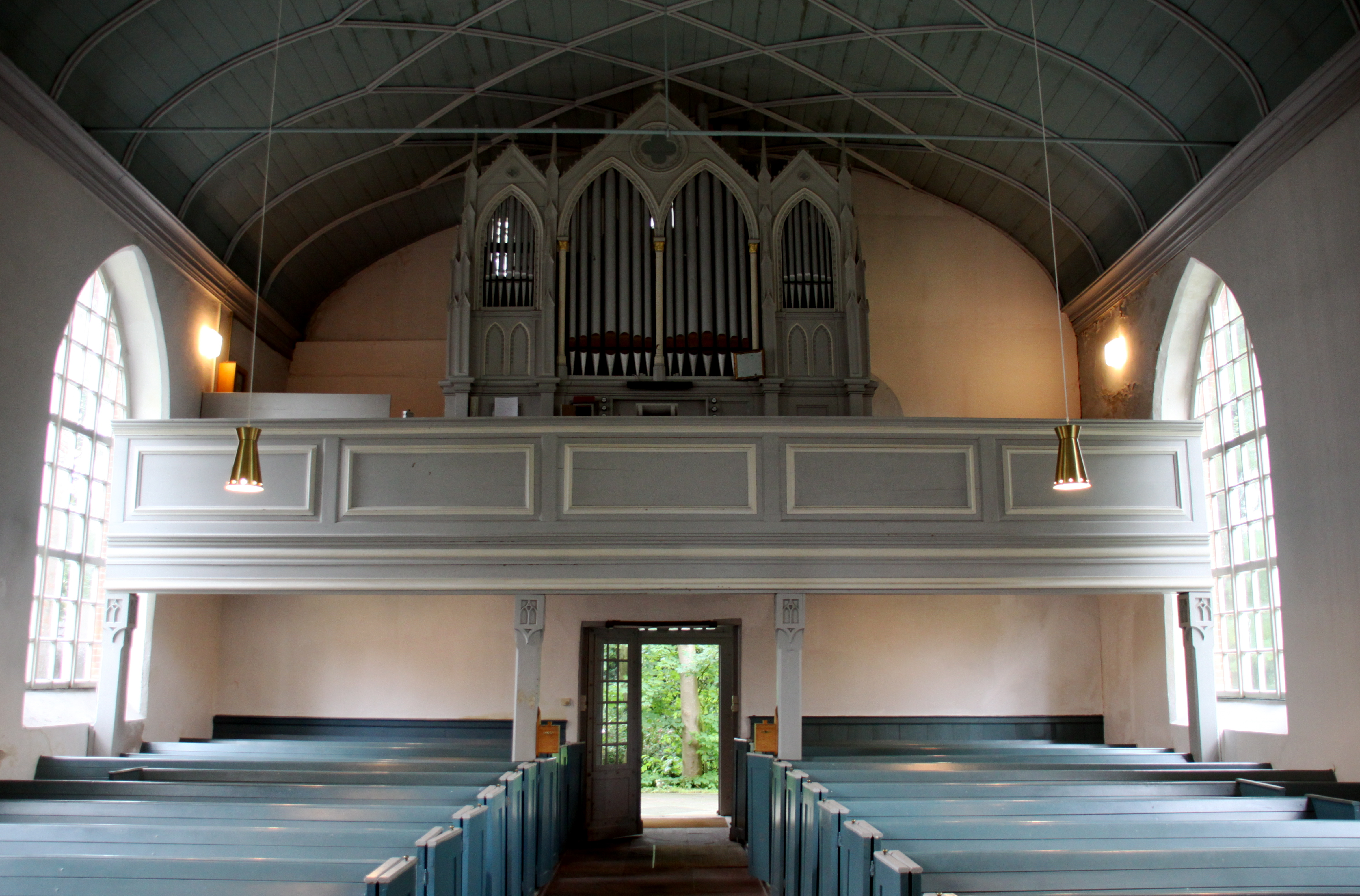
Het Rohlfs-orgel uit 1867-1868

Het interieur wordt door een vlak tongewelf afgesloten. Tegenover de kerkzaal werd in 1872 een herenloge voor de eigenaren van het Fresenhaus in Loppersum gebouwd. De loge is voorzien van zes wapens. In het koor bevinden zich grafzerken uit de 16e tot de 18e eeuw. De kansel werd in 1865 door handwerklieden uit Greetsiel gebouwd, het doopvont is uit 1904.
Het eenklaviers orgel, met negen registers achter de neogotische orgelkas en een vrij pedaal, werd een jaar na het gereedkomen van de kerk door Arnold Rohlfs gebouwd. Het is weer grotendeels in oude staat sinds het in 1996 en 2018 werd gerenoveerd door de Oost-Friese orgelbouwer Bartelt Immer. Het liturgisch vaatwerk stamt grotendeels uit de 19e eeuw. De bijbel op de avondmaaltafel dateert uit 1875.